# Tommy Elphick
Tommy Elphick (Brighton, 7 september 1987) is een Engels voormalig profvoetballer die bij voorkeur als verdediger speelde. 

## Clubcarrière
Elphick speelde in de jeugd voor Brighton & Hove Albion en speelde daar, op een korte verhuurperiode bij Bognor Regis Town na, ook zeven seizoenen in het eerste team. Hij stapte in 2012 over naar AFC Bournemouth, waarmee hij in 2015 als aanvoerder naar de Premier League promoveerde. In 2016 ging voor Aston Villa spelen dat hem begin 2018 aan Reading FC verhuurde en in het seizoen 2018/19 aan Hull City verhuurd. Zijn laatste club was Huddersfield Town waar hij tussen 2019 en 2021 speelde.

## Erelijst
| Kampioen Championship | 1x | 2014/15 |